# Sub Pop 200
Sub Pop 200 è una raccolta pubblicata nel dicembre 1988 dalla Sub Pop. Il disco è una sorta di manifesto della scena di Seattle agli inizi del periodo grunge, e comprende molti degli artisti fondamentali del genere, tra cui Tad, Nirvana, Mudhoney, Soundgarden, Green River e Screaming Trees.

## Tracce
1. Sex God Missy (Tad) - 4:27
2. Is It Day I'm Seeing? (The Fluid) - 2:56
3. Spank Thru (Nirvana) - 3:22
4. Come Out Tonight (Steven J. Bernstein) - 2:43
5. The Rose (Mudhoney) - 4:04
6. Got No Chains (The Walkabouts) - 5:37
7. Dead Is Dead (Terry Lee Hale) - 3:33
8. Sub Pop Rock City (Soundgarden) - 3:15
9. Hangin' Tree (Green River) - 4:14
10. Swallow My Pride (Fastbacks) - 3:02
11. The Outback (Blood Circus) - 3:39
12. Zoo (Swallow) - 3:10
13. Underground (Chemistry Set) - 	4:42
14. Gonna Find A Cave (Girl Trouble) - 2:53
15. Split (The Nights and Days) - 2:22
16. Big Cigar (Cat Butt) - 3:28
17. Pajama Party In A Haunted Hive (Beat Happening) - 3:57
18. Love Or Confusion (Screaming Trees) - 3:21
19. Untitled (Steve Fisk) - 3:09
20. You Lost It (The Thrown Ups) - 3:11

## Crediti[2]
- Charles Burns - illustrazioni
- Bruce Calder - ingegneria del suono
- Jack Endino - voce di sottofondo, ingegneria del suono, missaggio
- Steve Fisk - ingegneria del suono, campionamenti
- Lisa Orth - artwork, design, layout
- Charles Peterson - fotografia